# Derjanivka, Nosivka
Derjanivka (în ucraineană Держанівка) este localitatea de reședință a comunei Derjanivka din raionul Nosivka, regiunea Cernihiv, Ucraina.

## Demografie
Componența lingvistică a localității Derjanivka
     Ucraineană (98,78%)
     Rusă (1,22%)
Conform recensământului din 2001, majoritatea populației localității Derjanivka era vorbitoare de ucraineană (98,78%), existând în minoritate și vorbitori de rusă (1,22%).